# Dermophis occidentalis
Dermophis occidentalis es una especie de anfibio gimnofión de la familia Caeciliidae.
Es endémica de la costa pacífica de la parte meridional de Costa Rica, y se halla a una altitud de 365 a 970 metros.
Sus hábitats naturales incluyen bosques secos tropicales o subtropicales, montanos secos, plantaciones, jardines rurales y zonas previamente boscosas ahora muy degradadas.
Mide entre 186 y 204 mm de largo, y de 30 a 33 mm de ancho. El dorso es de color gris lavanda; la cabeza, de color gris beige.